# Kamienna (powiat piotrkowski)
Kamienna – wieś w Polsce położona w województwie łódzkim, w powiecie piotrkowskim, w gminie Wola Krzysztoporska.
| SIMC    | Nazwa         | Rodzaj     |
| ------- | ------------- | ---------- |
| 0555494 | Kamienny Most | przysiółek |

W latach 1975–1998 miejscowość należała administracyjnie do województwa piotrkowskiego.